# East Brookfield (condado de Worcester)
East Brookfield es un lugar designado por el censo ubicado en el condado de Worcester en el estado estadounidense de Massachusetts. En el Censo de 2010 tenía una población de 1.323 habitantes y una densidad poblacional de 290,9 personas por km².

## Geografía
East Brookfield se encuentra ubicado en las coordenadas 42°13′45″N 72°3′9″O / 42.22917, -72.05250. Según la Oficina del Censo de los Estados Unidos, East Brookfield tiene una superficie total de 4.55 km², de la cual 4.13 km² corresponden a tierra firme y (9.17%) 0.42 km² es agua.

## Demografía
Según el censo de 2010, había 1.323 personas residiendo en East Brookfield. La densidad de población era de 290,9 hab./km². De los 1.323 habitantes, East Brookfield estaba compuesto por el 96.9% blancos, el 0.6% eran afroamericanos, el 0.15% eran amerindios, el 0.23% eran asiáticos, el 0% eran isleños del Pacífico, el 0.53% eran de otras razas y el 1.59% pertenecían a dos o más razas. Del total de la población el 2.65% eran hispanos o latinos de cualquier raza.